# Midtown Madness
Midtown Madness är ett bilspel för PC, utvecklat av Angel Studios(som nu heter Rockstar San Diego) och släppt 1999. Spelet utspelar sig i Chicago där spelaren kan köra omkring relativt fritt. Man kan välja mellan olika typer av lopp: Checkpoint Race, där man tävlar mot andra bilar genom ett antal checkpoints; Blitz Race, där man kör ensam på tid genom ett antal checkpoints; samt Circuit Race, där man tävlar med andra bilar på en snävare utlagd bana i staden.
Genom att vinna lopp och klara banor på tid, får man även tillgång till fler olika fordon.